# Abraham Kovoor
Abraham Thomas Kovoor (né le 10 avril 1898 et décédé le 18 septembre 1978) était un professeur et rationaliste indien qui obtint une exposition médiatique de premier plan en Inde pour ses campagnes visant à mettre à jour les fraudes de faux gurus prétendant disposer de pouvoirs paranormaux en Inde et au Sri Lanka. 
Sa critique directe et tranchante des « fraudes spirituelles » et des religions organisées lui valut un accueil enthousiaste du public, et a initié un nouveau dynamisme au sein du mouvement rationaliste, notamment au Sri Lanka et en Inde.